# 郁山飛水鹽井
郁山飛水鹽井位於重慶市彭水縣郁山鎮中井村、連豐村，文物遺址年代為漢代，2009年12月15日列為第二批重慶市文物保護單位。